# Örbyhus härad
Örbyhus härad var ett härad i norra Uppland. Häradet omfattade den södra delen av nuvarande Tierps kommun samt hela Älvkarleby kommun. Den totala arealen mätte 1 169 km² och befolkningen uppgick år 1921 till 27 331 invånare. Tingsplatser före 1883 var vid Vendels kyrka, Yvre i Tierp och Västlands bruk.

## Geografi
Örbyhus härad var beläget omkring Vendelåns samt Tämnaråns vattenområden och sträckte sig upp till Dalälvens nedersta lopp vid Bramsöfjärden. Området består av omväxlande slätter, lågbergig skogsmark, och vidsträckta sidlänta trakter närmast vattendragen. Häradet avgränsades i söder av Norunda härad och i norr av Gävlebukten som är en del av Bottenhavet. I öster gränsade häradet mot Olands härad, i sydväst mot Våla härad samt i nordväst mot Gästrikland. 
Häradet hade en köping - Tierp - men en något större tätort är Skutskär, belägen 97 kilometer norr om Uppsala. 

### Socknar
Örbyhus härad omfattade sex socknar.
I Tierps kommun
- Vendel
- Tierp
- Tolfta
- Söderfors från 1699 (utbruten ur Tierps socken)
- Västland

I Älvkarleby kommun
- Älvkarleby

## Historia
Örbyhus härad bildades 1612 som en sammanslagning av Tierps härad och Vendels härad. Det har sin historiska föregångare i Örbyhus rättardöme kallat Örbyhus län. I samband med att Gustav Vasa köpte Örbyhus slott 1538 blev slottet en kungsgård och centralort för skatteuppbörden. Örbyhus fögderi omfattade Tierps härad samt Älvkarleby, Västlands, Österlövsta, Hållnäs socknar i Norra Roden, samt Dannemora och Films socknar i Norunda härad. 1538-1549 hörde även Våla härad till Örbyhus rättardöme, innan det överfördes till Väsby gårds rättardöme i Västmanland.
Vendels kyrka har anor från det sena 1200-talet och det närbelägna Husby antyder genom sitt namn att det här också legat en kungsgård. Vid kyrkan fanns ursprungligen häradets tingsplats, vilken senare flyttades till Örbyhus i Tierps socken. Här lades under 1400-talet grunden till Örbyhus slott av Gustav Vasas farfar Johan Kristiernsson (Vasa). Efter att slottet förvärvats av kungen byggdes anläggningen ut till en kraftig borg, som dock aldrig kom att användas i försvarssyfte. Mest känt är istället slottet som fängelse och då särskilt som platsen där kung Erik XIV ändade sina dagar i februari år 1577, förgiftad av ärtsoppa som traditionen säger. 
I bygden i övrigt märks en del av de många gamla brukssamhällena för järnförädling som präglar Vallonbrukslandet i norra Uppland. Bland bruken märks bl.a. Älvkarleö, Söderfors, Karlholmsbruk och Västlands bruk. I Skutskär finns ett pappersbruk.

## Län, fögderier, domsagor, tingslag och tingsrätter
Häradet har från 1651 hört till Uppsala län, innan dess från 1633 till Örbyhus län. Församlingarna i häradet tillhör(de) Uppsala stift.
Häradets socknar hörde till följande fögderier:
- 1720-1878 Uppsala läns Femte fögderi
- 1879-1885 Uppsala läns Fjärde fögderi
- 1886-1966 Örbyhus fögderi
- 1967-1990 Tierps fögderi

Häradets socknar tillhörde följande domsagor, tingslag och tingsrätter:
- 1680-1883 Vendels tingslag för Vendels socken och
Tierps tingslag för Tierps och Söderfors socknar samt
från 1801: Västlands och Älvkarleby tingslag för Tolfta, Västlands och Älvkarleby socknar
till 1801 Västlands tingslag (Västlands och Tolfta socknar) och Älvkarleby tingslag
de ovanstående tingslagen inom
  - 1680-1689 Bälinge, Vaksala, Rasbo, Ulleråker, Hagunda, Norunda och Örbyhus häraders domsaga
  - 1689-1714 Bälinge, Vaksala, Rasbo, Norunda och Örbyhus häraders domsaga
  - 1715-1852 Olands, Norunda och Örbyhus domsaga, även kallad Uppsala läns norra domsaga
  - 1853-1883 Uppsala läns norra domsaga (Olands, Norunda och Örbyhus härader)
- 1884-1970 Uppsala läns norra domsagas tingslag i Uppsala läns norra domsaga

- 1971-2005 Tierps tingsrätt (före 1 april 1980 benämnd Uppsala läns norra tingsrätt) och dess domsaga
- 2005- Uppsala tingsrätt och dess domsaga

### Webbkällor
- Nationella arkivdatabasen för uppgifter om fögderier, domsagor, tingslag och tingsrätter